# كورين غالانت
كورين غالانت هي أستاذة مدرسة كندية، ولدت في 1922 في مونكتون في كندا، وتوفيت في 24 يوليو 2018.